# Alitretinoína
La alitretinoína, que se vende bajo el nombre comercial de Panretin entre otros, es un medicamento utilizado para tratar el sarcoma de Kaposi debido al SIDA y el eccema de las manos. Sólo se utiliza para tratar enfermedades que afectan a la piel. Se aplica sobre la piel o se toma por vía oral.
Los efectos secundarios más frecuentes cuando se aplica sobre la piel son picor, descamación y erupciones cutáneas y cuando se toma por vía oral son caída del cabello, disminución de glóbulos rojos, cansancio, hipertensión, colesterol alto y zumbidos en los oídos. Otros efectos secundarios pueden ser quemaduras solares.
El uso médico de la alitretinoína se aprobó en Estados Unidos en 1999, aunque su uso en Europa se aprobó en 2000 y posteriormente se retiró. Está disponible como medicamento genérico. En el Reino Unido, un mes de pastillas cuesta al NHS unas 500 libras esterlinas a partir de 2021. En Estados Unidos, un tubo de 60 gramos cuesta unos 5.600 dólares estadounidenses a partir de 2022.